# Kent Danielsson
Ronny Kent-Erik Håkan Danielsson, född 14 maj 1953 i Jomala, är en åländsk präst och författare.
Danielsson, som blev teologie magister 1981, är kyrkoherde i Kumlinge sedan 1989. Vid sidan av församlingsarbetet har han profilerat sig som ledare för meditationskurser i skärgårdsmiljö. Som poet debuterade han med Bilder Brista Vita (1988), som följts av Anna Valderina Ängelfisk (1997) och I minnet av en kyss, Iliana Olgakova (2001) och Balladen om Bel Ols (2007). Hans lyriska språk är asketiskt, med klar anknytning till klassisk mystik. Både som teolog och diktare har han tagit starka intryck av Valdemar Nymans förkunnelse.